# Meruliopsis miniata
Meruliopsis miniata är en svampart som först beskrevs av Elsie Maud Wakefield, och fick sitt nu gällande namn av Ginns 1976. Meruliopsis miniata ingår i släktet Meruliopsis och familjen Phanerochaetaceae.   Inga underarter finns listade i Catalogue of Life.